# Lancetes dacunhae
Lancetes dacunhae là một loài bọ cánh cứng trong họ Bọ nước. Loài này được Brinck miêu tả khoa học năm 1948.